# لیونا ۳۱۹
سیارک ۳۱۹ (به انگلیسی: 319 Leona) سیصد و نوزدهمین سیارک کشف شده‌است که در ۸ اکتبر ۱۸۹۱ و در نیس کشف شد.
قدر مطلق سیارک برابر ۹٫۸۰ است.